# Goran Čengić
Goran Čengić (în română citit Cengici; n. 1946, Sarajevo, Republica Socialistă Bosnia și Herțegovina, RSF Iugoslavia – d. 14 iunie 1992, Sarajevo, Bosnia și Herțegovina) a fost un handbalist sârb din Bosnia și Herțegovina care a reprezentat echipa națională a Iugoslaviei comuniste. Născut în Sarajevo, Čengić este cel mai bine cunoscut pentru sfârșitul vieții sale, fiind ucis în timpul Războiului Bosniac de către un alt sârb (provenit din Muntenegru) în timp ce încerca să-și ajute un vecin în vârstă să scape din blocul lor. Goran este văzut până în ziua de azi drept un martir bosniac (în ciuda originilor sale sârbești). La 14 iunie 2021, celebrând 29 de ani de la uciderea acestuia, a fost anunțat cum o sală de sport apropiată de fosta sa rezidență va fi redenumită în numele său, după mulți ani de cereri neîncetate venite din partea comunității din Sarajevo.